# 白斗鎮
白斗镇（：／ Baek Du-Jin，1908年10月31日—1993年9月5日），韓國政治人物。

## 生平
生於黃海道信川郡，畢業於日本一橋大學，曾任韓國國會议长，1951年－1954年、1970年－1971年曾兩度出任韩国国务总理。